# Máy đo từ fluxgate

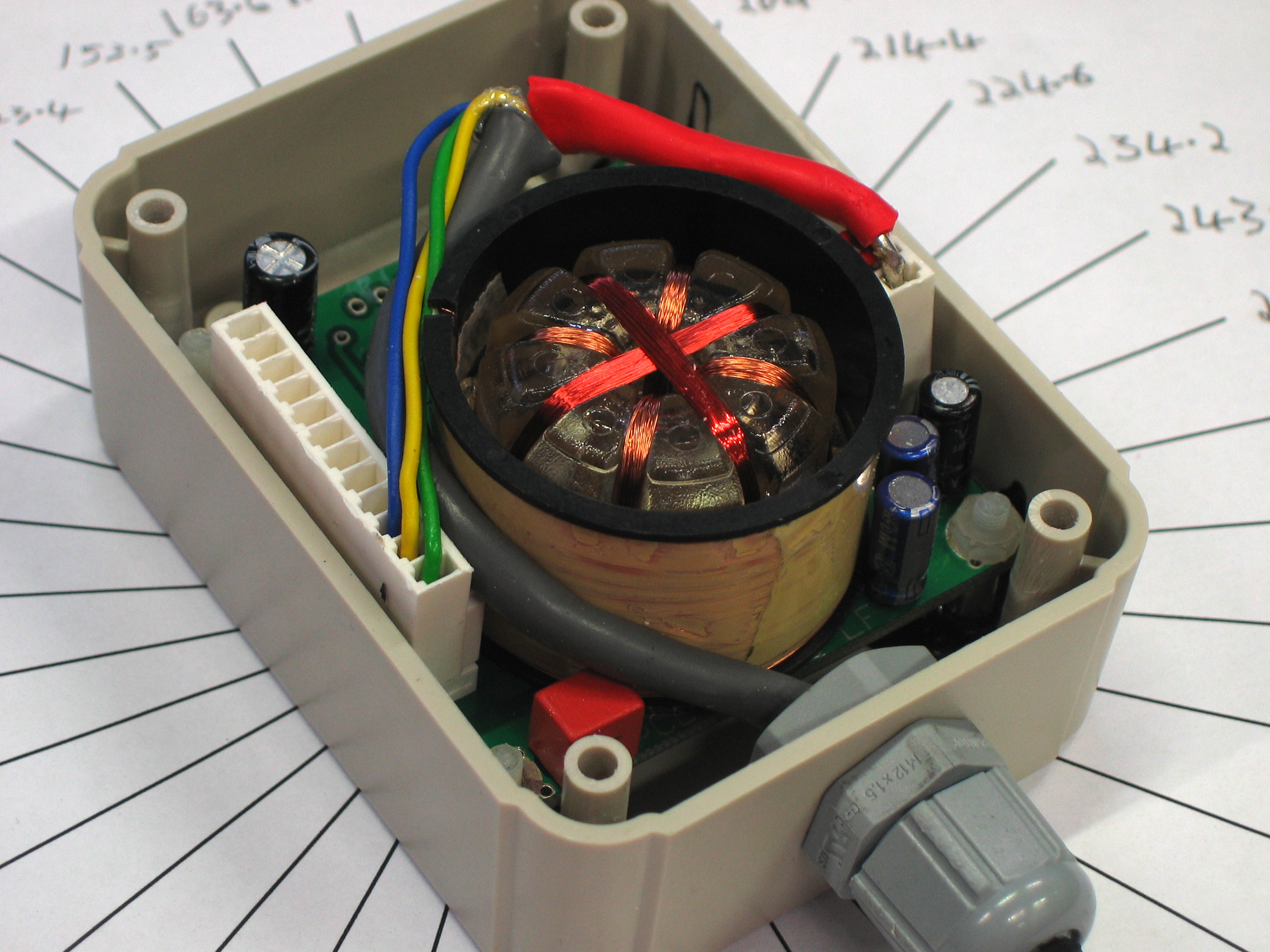
Đầu đo la bàn fluxgate (compass) và đo độ nghiêng (inclinometer) mở nắp.

Máy đo từ Fluxgate (tiếng Anh: Fluxgate Magnetometer), còn gọi là Máy đo từ ferro, Máy đo từ kiểu sắt từ, là một kiểu máy đo từ hoạt động dựa trên sự phụ thuộc phi tuyến của độ từ cảm μ theo trường từ H của các vật liệu từ mềm (vật liệu ferro).
Máy có đầu thu là các tấm cắt lá kim loại sắt từ mềm, thường dùng permalloy, ghép lại có kích thước phù hợp, và một cuộn dây quấn quanh để từ hóa. Trục của hệ thống cuộn dây - thanh sắt từ gọi là trục vật lý. Máy đo thành phần trường dọc theo trục vật lý của vector từ trường.
Đầu thu Fluxgate được dùng trong máy đo từ trường, và làm cảm biến từ trường trong các cơ cấu định hướng thiết bị theo từ trường, đặc biệt là từ trường Trái Đất.

## Nguyên lý chế tạo
Tại Mỹ máy đo từ Fluxgate được Victor Vacquier, Gulf Research Laboratories, phát minh năm 1930 và trong Thế chiến II được dùng cho dò tìm tàu ngầm. Tại Đức thì Friedrich Förster phát minh năm 1937, dùng cho kiểm tra không phá hủy các vật kim loại.

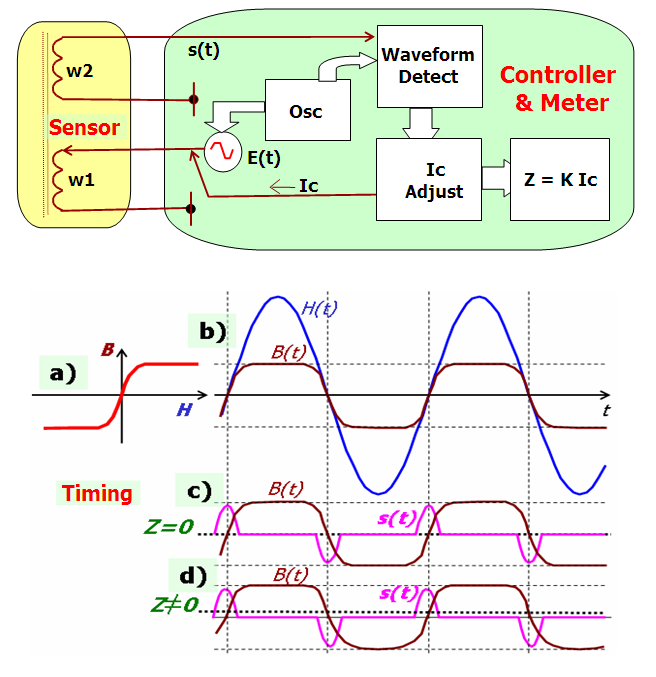
Nguyên lý hoạt động máy đo từ Fluxgate

Cảm biến (Sensor) của máy là các tấm cắt lá thép permalloy ghép lại thành thanh tiết diện gần vuông, và có quấn hai cuộn dây bao quanh. Cuộn w1 được cấp điện xoay chiều E(t) dạng sin tần số vài KHz, sao cho nó sinh ra trường từ H(t) lớn vượt trội cảm ứng từ bão hòa (Hình 3 b). Khi đó cuộn thứ cấp w2 sẽ chỉ thu được cảm ứng điện từ s(t) ở phần có H(t) nhỏ. Nó hoạt động ngược với biến áp điện là thiết bị có mạch dẫn từ khép kín và làm việc ở miền tuyến tính.
Nếu trường từ ngoài Z=0, các xung ở s(t) sẽ cân đối (Hình 3 c). Nếu Z#0 các xung này mất cân đối (Hình 3 d). Để dò ra sự lệch dạng nhạy và chính xác, mạch dò dạng Waveform Detect phải thực hiện tách sóng đồng bộ. Mạch dao động chủ Osc cấp ra xung vuông cơ sở cho tách sóng và mạch tạo dạng sin E(t).
Vì tín hiệu lệch dạng không tỷ lệ với trường Z, nên kỹ thuật bù trường được sử dụng, cấp vào cuộn w1 (hoặc cuộn thứ 3 tuỳ thiết kế) dòng bù một chiều Ic để triệt tiêu trường Z trong lõi, đến khi thấy độ lệch dạng còn rất nhỏ. Mạch Ic Adjust, một khuếch đại dòng, thực hiện chức năng này. Khi đó, Ic tỷ lệ với trường Z (có dấu), và được chuyển đổi Z = K Ic để hiện giá trị trường. Phân biệt được chênh lệch dòng Ic cho vài nT trên nền trường 40 000 nT là việc khó khăn, nên máy thường có độ nhạy không cao.
Hệ số chuyển đổi K phụ thuộc vào cặp Đầu thu - Máy đo cụ thể, và bị thay đổi trong quá trình sử dụng (ví dụ do va đập làm thay đổi nhỏ trong đầu thu). Do đó máy thuộc nhóm từ kế vector tương đối, và định kỳ máy phải được kiểm chuẩn hệ số K. Các máy thăm dò từ được kiểm chuẩn bằng thiết bị chuẩn gọi là Vòng chuẩn Helmholtz.

## Ứng dụng

### Thăm dò từ
Trước những năm 1980 Máy đo từ Fluxgate dùng cho đo trên máy bay. Các máy đo đường bộ có được sản xuất và còn sử dụng, nhưng trong thăm dò thì nó không cạnh tranh được với Máy đo từ cơ - quang trước đây, và với Máy đo từ proton hiện nay.
Khi đo trên máy bay, việc định hướng trục sensor theo phương thẳng đứng là bất khả thi. Vì thế đã thực hiện định hướng theo vector trường toàn phần. Hệ thống đo bố trí ba Sensor vuông góc với nhau, kèm theo là 2 cơ cấu mô-tơ chỉnh hướng, sao cho Sensor thứ 2 và 3 đạt trạng thái trường bằng 0, thì tức là Sensor 1 đã định hướng theo vector trường toàn phần T. Hệ thống như vậy gọi là máy đo từ máy bay.
Ngày nay trong thăm dò thì Máy đo từ Fluxgate được sử dụng hạn chế.

### La bàn
La bàn fluxgate (compass) có đầu dò là 3 cảm biến XYZ lắp vuông góc với nhau, còn gọi là 3 thành phần. Máy có cơ cấu đo độ nghiêng (inclinometer) dạng quả dọi. Cơ cấu đo độ nghiêng điều khiển xoay cho cảm biến Z trùng hướng quả dọi, để cảm biến X, Y ở mặt nằm ngang.
Nếu cảm biến Y được điều khiển xoay đến khi trường thu được bằng 0 thì trục cảm biến X chỉ phương bắc nam từ. Nếu không có cơ cấu xoay ngang, thì phải đo từ trường theo hướng XY rồi tính góc của vector tổng.

### Nghiên cứu không gian
Máy đo từ fluxgate ba thành phần là một hợp phần quan trọng của các máy đo từ trên phi thuyền (Spacecraft magnetometer). Chúng phục vụ đo từ trường quanh các hành tinh hay vệ tinh.
Để thích nghi với môi trường đo điều khiển từ xa và mức từ trường lớn nhỏ không biết trước, thì có máy đo từ tuyệt đối như từ kế vector Heli (Helium Vector Magnetometer) được lắp cùng để kiểm chuẩn cho máy fluxgate. Nhờ đó từ trường quanh Trái Đất, mặt trăng, mặt trời, sao Hỏa (Mars), sao Kim (Venus) đã được nghiên cứu.

### Kiểm tra không phá hủy
Cảm biến fluxgate dò khuyết tật trong kim loại được Friedrich Förster phát triển, dùng lõi chữ E như trong biến áp nhưng hở mạch từ, hướng trường điện từ về phía khối vật.
Khi khối kim loại không khuyết tật, dòng điện Foucault (dòng điện xoáy) trong kim loại xảy ra đồng đều, cuộn dây thu không có tín hiệu. Khi có khuyết tật, dòng xoáy không đều, tạo ra tín hiệu ở cuộn dây thu. Thiết bị tương tự cũng được dùng trong máy dò kim loại trong tường nhà, trong đất, hay dò tìm vật chưa nổ (UXO),...